# 兌換ペソ
兌換ペソ（だかんペソ、スペイン語: peso cubano convertible）はかつて流通していたキューバの通貨、外貨兌換券である。通貨略号はCUC。現地での通称は「クック（CUC）」。紙幣には「Pesos Convertibles」と印字されている。1994年から2020年までの約25年間、第二の通貨として機能していた。
国民向けに流通していたもう一方の通貨はキューバ・ペソ（Peso cubano、CUP）で、人民ペソ（moneda nacional、MN）とも呼ばれていた。

## 概要

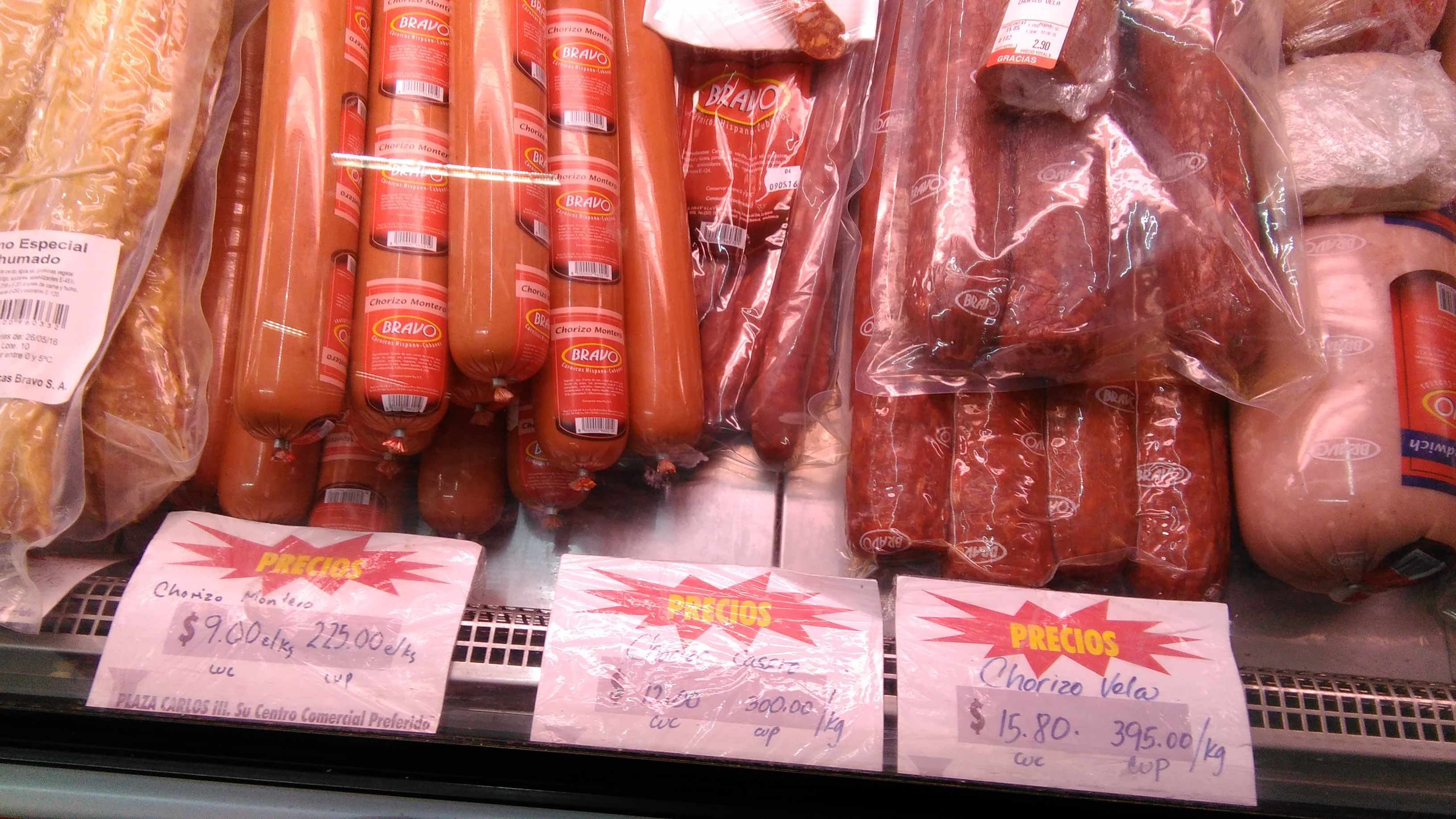
兌換ペソ(CUC)と人民ペソ(CUP)の価格が併記された商品（2016年）

1991年、援助国のソビエト連邦が崩壊しキューバは深刻な経済不況に陥った（Período especial）。法定通貨のキューバ・ペソは大暴落し、対策として1993年に国内で米ドルの使用が解禁された。米ドルは主に観光業や嗜好品といった生活必需品ではないものの購入に用いられた。翌年の1994年、米ドルと等価の外貨兌換券・法定通貨として兌換ペソが導入された。導入後も米ドルが主流であったが、2004年11月8日から米ドルが再び流通が禁止され、観光客や多くのキューバ企業が使用出来る外貨連動の通貨は兌換ペソ一本となった。
兌換ペソは観光業、輸入品の購入といった外貨を伴う経済活動に用いられた。国営企業では輸入品を扱う店では兌換ペソが、国産商品を扱う店では人民ペソのみが支払いに使用できた。兌換ペソはキューバ国内の両替所（CADECA）や銀行でしか両替ができず、国外へ持ち出すことは違法とされた。
兌換ペソと人民ペソの為替レートは複数用意されており、国営企業では等価、公的機関の合弁企業や経済特区では1兌換ペソが24～5人民ペソで交換された。2016年8月23日現在、人民ペソとの為替レートは25人民ペソ=1兌換ペソである。ただし、兌換ペソから人民ペソに両替する場合は1兌換ペソ=24人民ペソとなる。交換レートは米ドルと等価だが、米ドルと両替する場合に限り10%の手数料（税金）が請求されていた。経済制裁緩和を受けて、10%の手数料は廃止された。日本円は一部の銀行などを除き両替できないため、ユーロかメキシコ・ペソから両替するのが一般的である。2つのペソの価値が異なる（兌換ペソの方が価値が高い）ことは、兌換ペソを入手できる人とできない人との間に経済格差を生んだ。また観光客に両替の話を持ち掛け、外貨を価値の低い人民ペソと両替する詐欺事件が発生している。
2013年、ラウル・カストロ政権は経済改革の一環として兌換ペソの廃止を発表。国営企業では兌換・人民ペソの価格を併記するようになり、どちらも支払いに使用できるようになった。2019年10月28日、米ドルで商品を購入できる店が営業を再開し、米ドルの流通が再開。
2020年12月10日、政府は今年いっぱいで兌換ペソを廃止することを決定。2021年1月1日、兌換ペソは廃止され人民ペソ（キューバ・ペソ）へ統合された。残った兌換ペソは6月末までキューバ・ペソと交換する必要がある。